# Панинский сельсовет (Нижегородская область)
Панинский сельсовет — сельское поселение в Сосновском районе Нижегородской области. Административный центр — село Панино.

## История
Статус и границы сельского поселения установлены Законом Нижегородской области от 15 июня 2004 года № 60-З «О наделении муниципальных образований - городов, рабочих посёлков и сельсоветов Нижегородской области статусом городского, сельского поселения».

## Население
| 2002 | 2010 | 2012 | 2013 | 2014 | 2015 | 2016 |
| ---- | ---- | ---- | ---- | ---- | ---- | ---- |
| 929  | ↘777 | ↘762 | ↘743 | ↘719 | ↘690 | ↘663 |
| 2017 | 2018 | 2019 | 2020 | 2021 |      |      |
| ↘659 | ↘658 | ↘642 | ↘628 | ↘498 |      |      |

## Состав сельского поселения
| № | Населённый пункт | Тип населённого пункта       | Население |
| - | ---------------- | ---------------------------- | --------- |
| 1 | Каргашино        | деревня                      | ↘11       |
| 2 | Леонтьево        | деревня                      | 0         |
| 3 | Меледино         | деревня                      | ↘20       |
| 4 | Озерки           | деревня                      | ↘8        |
| 5 | Панино           | село, административный центр | ↘353      |
| 6 | Рагозино         | деревня                      | ↘167      |
| 7 | Филюково         | деревня                      | ↘218      |